# Slaget vid Fleurus (1690)
Slaget vid Fleurus var ett slag under det pfalziska tronföljdskriget. Det utspelade sig den 1 juli 1690. Fransmännen vann en avgörande seger, men den hade ingen strategisk betydelse, eftersom fransmännen inte valde att fortsätta sin offensiv, något som gjorde att de allierade kunde söka skydd i Bryssel.
Vid detta slag deltog även svenska hjälptrupper, vilka hade sänts enligt en överenskommelse inom den så kallade stora alliansen (bestående av Republiken Förenade Nederländerna, England, Tysk-romerska riket, Spanien, Savojen samt Sverige, och före 1690 kallad "augsburgska ligan"). En svensk indelt bataljon och två värvade regementen tillfogades svåra skador vid slaget. En av de svenska officerarna var Magnus Stenbock.